# Daniel Anton Sundén
Daniel Anton Sundén, född 24 maj 1828 i Transtrand, Dalarna, död 7 oktober 1910 i Västerås, var en svensk skolman och läroboksförfattare. Han var far till professor Karl Sundén och farfar till professor Hjalmar Sundén. 
Sundén blev 1848 student vid Uppsala universitet och 1857 filosofie kandidat samt promoverades 1860 till filosofie magister och 1910 till jubeldoktor. Åren 1858–63 ledde han som föreståndare, jämte Carl Georg Starbäck, den privata nya elementarskolan i Norrköping, sedan kallad Norrköpings lyceum, och 1864 utnämndes han till lektor i filosofi och svenska språket i Västerås, från vilken befattning han 1898 erhöll avsked. Åren 1874–76 tjänstgjorde Sundén som folkskoleinspektör i den del av Västerås stift, som hör till Västmanlands län. Åren 1879–81 var han ledamot av den kungliga kommittén för likformig uppställning av grammatiska läroböcker och 1886 medlem av den nämnd, som hade att överlägga om det förslag till förändring i svenska språkets rättstavning, vilket skulle inlämnas till Svenska Akademien. Sundén utgav bland annat åtskilliga mycket använda läroböcker: Svensk språklära (1869; 5:e upplagan 1885), Svensk språklära i sammandrag (1870; 23:e av sonen Karl Sundén reviderade upplagan 1918), Svensk rättskrifningslära (1870; 8:e upplagan 1885), Ny svensk rättskrifningslära (1889; 13:e upplagan 1917), Svensk språklära för folkskolan (1871; 34:e upplagan 1916), Kort lärobok i modersmålet för folkskolan (1873; 16:e upplagan 1916), Öfversigt af nordiska mytologien för elementarläroverken (1872; 5:e upplagan 1908) och Kort öfversigt af svenska vitterhetens historia (1881; 3:e upplagan under titeln Svensk litteraturhistoria i sammandrag 1897). Tillsammans med Johan Engelbrekt Modin utarbetade han vidare Svensk stillära (1871; 5:e upplagan 1888) och Svensk läsebok för allmänna läroverken (1868; 5:e upplagan 1890). Under medverkan av andra utgav han Ordbok öfver svenska språket (1885–92).